# My Velma
My Velma is een Vlaamse rockgroep, bestaande uit Jan Leyers (gitaar, keyboard en zang), Filip Cauwelier (beter bekend als Flip Kowlier; basgitaar, zang) en Joost Van Den Broeck (drums, percussie en zang).
In 1996 brachten ze twee single CD's uit: 'Running a Bath / Coral' en 'Shower Of Love / The One that's Sorry'. Volgend op het succes van deze singles brachten ze in 1998 hun enige cd 'Exposed' uit, die twee singles opleverde: 'That's How It Feels' en 'Clear'.

## Discografie
- Running A Bath / Coral (Single, 1996 - EMI)
- Shower Love/The One that's Sorry (Single, 1996 - EMI)
- Exposed (1998 - Mercury/Polygram)
- That's How It Feels (Single, 1998 Mercury)
- Clear (Single, 1998 Mercury)